# French Open 1980
Wielkoszlemowy turniej tenisowy French Open w 1980 rozegrano w dniach 26 maja - 8 czerwca, na kortach im. Rolanda Garrosa w Paryżu.

## Zwycięzcy

### Gra pojedyncza mężczyzn
Björn Borg -  Vitas Gerulaitis 6–4, 6–1, 6–2

### Gra pojedyncza kobiet
Chris Evert -  Virginia Ruzici 6–0, 6–3

### Gra podwójna mężczyzn
Victor Amaya /  Hank Pfister -  Brian Gottfried /  Raúl Ramírez 1–6, 6–4, 6–4, 6–3

### Gra podwójna kobiet
Kathy Jordan /  Anne Smith -  Ivanna Madruga /  Adriana Villagran 6–1, 6–0

### Gra mieszana
Anne Smith /  Billy Martin -  Renáta Tomanová /  Stanislav Birner 2–6, 6–4, 8–6